# Matteo Buttafoco
Pour les articles homonymes, voir Buttafuoco.
Matteo Buttafoco ou comte de Buttafoco (parfois Matthieu et parfois Buttafuoco) est un aristocrate et député corse, capitaine au Régiment Royal Corse puis Maréchal de camp, né le 26 novembre 1731 à Vescovato (Corse) et mort le 6 juillet 1806 à Bastia (Corse).
Il fut à l'origine du Projet de constitution pour la Corse dont il demanda la rédaction détaillée à Jean-Jacques Rousseau en 1764. Royaliste et soutenant le rattachement de la Corse à la France, il fut un adversaire politique du jeune Napoléon Bonaparte.
Matteo Buttafoco épouse Maria Anna Gaffori, fille du chef de la résistance corse François Gaffori, le 7 septembre 1788 à Corte. 
Buttafoco sera Colonel du régiment Royal corse (1765), propriétaire de ce régiment (1770), inspecteur du Provincial corse (1772), général de brigade (1781), Maréchal de camp, Député de la Noblesse de Corse dans le tiers-état lors des États Généraux en 1789. Il meurt à Bastia, le 6 juillet 1806.

## La carrière du militaire
D'après M. le baron de Coston, dans Biographie des premières années de Bonaparte, tome second, pages, 117-124, édité à Paris et Valence en 1840, le déroulement de la carrière militaire de Matteo Buttafuoco aurait été la suivante :
- En 1764, d'après l'État militaire de la France, M. de Buttafuoco était déjà aide-major du régiment d'infanterie de royal-italien no 48, en garnison à Lille,
- En 1765, M. de Buttafuoco était encore aide-major de royal-italien, en garnison à Mézières.
- En 1766, M. de Buttafuoco est encore aide-major du régiment royal-italien, en garnison à Perpignan,
- En 1767, il est colonel-commandant au régiment d’infanterie de royal-corse, no 88, en garnison à Antibes.
- En 1769, il est en garnison à Fort-Barrault.
- En 1770, il est en garnison à Antibes.
- En 1771, sous le titre de comte de Buttafuoco, il est colonel-commandant du régiment d’infanterie de son nom, crée sous le no 84, par ordonnance du roi en date du 1er octobre 1769.
- En 1772, il est colonel-commandant du même régiment à Tarascon
- En 1773, il est inspecteur du régiment provincial de l’île de Corse, nouveau nom (ainsi que le no 54) qu’a pris le régiment de Buttafuoco (d’après l’ordonnance du 23 août 1772), en garnison dans l’île de Corse.
- En 1774, 1775 et 1776, ce régiment est encore en Corse.
- En 1776, il est dissous ensuite des dispositions de l’ordonnance du 15 décembre 1775.
- Le 5 décembre 1781, M. le comte de Buttafuoco est nommé maréchal des camps et armées du roi.
- Le  1er janvier 1793, il était encore porté sur l’État militaire de l’armée ; mais on ne voit pas son nom sur l’Almanach national, qui a paru plus tard.

## L'homme politique
D'après M. le baron de Coston, dans Biographie des premières années de Bonaparte, tome second, pages, 117-124, édité à Paris et Valence en 1840. Dans ce document, le baron de Coston relate quelques événements qui ont ponctué la carrière politique de Matteo Buttafuoco :
- En 1789, il est élu député de la noblesse corse aux États-généraux.
- Le 21 janvier 1790, il se prononce hautement à l’Assemblée nationale pour repousser les prétentions de la république de Gênes sur l’île de Corse, dont les habitants pourraient, s’ils n’étaient réunis à la France, se donner aux Russes, qui sont dans la Méditerranée.
- Le 4 août 1790, Salicetti et Buttafuoco déclarent à l’Assemblée nationale qu’il est de toute fausseté que Paoli ait engagé les Corses à se soumettre aux Anglais
- Le 6 septembre 1790, lettre de Buttafuoco et de son collègue Peretti à leurs commettants, qui fut imprimée à Bastia et souleva l’indignation des insulaires.
- Du 9 septembre au 8 octobre 1790, assemblée électorale d’Orezza, pendant laquelle la municipalité d’Ajaccio fit brûler en effigie le général Buttafuoco, l’un des députés aux États-généraux qui avaient protesté contre les innovations révolutionnaires.
- Le 28 octobre 1791, Buttafuoco dénonce à l’Assemblée nationale Paoli, qu’il accuse de vexations en Corse.

## Un projet de Constitution pour la Corse
Personnage clé de l’histoire du XVIIIe siècle corse, il entre à 9 ans, en 1740, dans l’armée de Louis XV à laquelle il doit sa formation. Profondément Paoliste dans sa jeunesse, il est dans les années soixante l’intermédiaire entre Choiseul et Paoli, considéré comme le chef de la « nation Corse », mais aussi entre ce dernier et Jean-Jacques Rousseau. 
Pourtant, en 1768, il choisit Versailles et prendra la figure du « traître » vis-à-vis des Corses anti-monarchiques. Clé de voûte de la « loi du vainqueur », il sera en 1789 le député de la noblesse insulaire aux États Généraux puis le fer de lance de la contre révolution.
En contact étroit avec Jean-Jacques Rousseau, il fut un ardent défenseur des Français lors du rachat de la Corse à Gênes, et son attitude lui fut d'ailleurs reprochée à l'époque par un petit caporal alors inconnu : Napoléon Bonaparte.
Mais ce fut Buttafoco, et non Paoli comme ce fut parfois dit à l'époque, qui écrit à Rousseau, alors en exil à Môtiers, pour lui proposer de donner une constitution aux Corses.

« Le 31 août 1764, il écrit à Jean-Jacques Rousseau une lettre ainsi conçue  :
« Vous avez fait mention des Corses, dans votre Contrat social, d’une façon bien avantageuse pour eux. Un pareil éloge, lorsqu’il part d’une plume aussi sincère que la vôtre, est très propre à exciter l’émulation et le désir de mieux faire. Il a fait souhaiter à la nation que vous voulussiez être cet homme sage qui pourrait lui procurer les moyens de conserver cette liberté qui lui a coûté tant de sang.
... Qu’il serait cruel de ne pas profiter de l’heureuse circonstance où se trouve la Corse pour se donner le gouvernement le plus conforme à l’humanité et à la raison, le gouvernement le plus propre à fixer dans cette île la vrai liberté...
Une nation ne doit se flatter de devenir heureuse et florissante que par le moyen d’une bonne institution politique. Notre île, comme vous le dites très bien, est capable de recevoir une bonne législation ; mais il faut un législateur, et il faut que ce législateur ait vos principes, que son bonheur soit indépendant du nôtre, qu’il connaisse à fond le nature humaine, et que, dans les progrès des temps, se ménageant une gloire éloignée, il veuille travailler dans un siècle et jouir dans un autre. Daignez, monsieur, être cet homme-là, et coopérer au bonheur de toute une nation en traçant le plan du système politique qu’elle doit adopter !...
Je sais bien, monsieur, que le travail que j’ose vous prier d’entreprendre exige des détails qui vous fassent connaître à fond notre vraie situation ; mais si vous souhaitez vous en charger, je vous fournirai toutes les lumières qui pourront vous être nécessaires, et M. Paoli, général de la nation, sera très empressé à vous procurer, de Corse, tous les éclaircissements dont vous pourrez avoir besoin. Ce digne chef, et ceux d’entre mes compatriotes qui sont à portée de connaître vos ouvrages, partagent mon désir et tous les sentiments d’estime que l’Europe entière a pour vous, et qui vous sont dus à tant de titre, etc., etc., »

Réponse de J.-J. Rousseau à M. Buttaffuoco

« Motiers-Travers, le 22 septembre 1764.
Il est superflu, monsieur, de chercher à exciter mon zèle pour l’entreprise que vous me proposez. La seule idée m’élève l’âme et me transporte. Je croirais le reste de mes jours bien noblement, bien vertueusement, bien heureusement employé ; je croirais même avoir bien racheté l’inutilité des autres, si je pouvais rendre ce triste reste bien en l’honneur quelque chose à vos braves compatriotes, si je pouvais concourir, par quelque conseil utile, aux vues de leur digne chef et aux vôtres. De ce côté-là, donc, soyez sûr de moi : ma vie et mon cœur sont à vous. 
Mais, monsieur, le zèle ne donne pas les moyens, et le désir n’est pas le pouvoir. Je ne veux pas faire ici sottement le modeste : je sens bien ce que j’ai, mais je sens encore mieux ce qui me manque. Premièrement, par rapport à la chose, il me manque une multitude de connaissances relatives à la nation et au pays ; connaissances indispensables, et qui, pour les acquérir, demanderont de votre part beaucoup d’instructions, d’éclaircissements, de mémoires, etc. ; de la mienne, beaucoup d’étude et de réflexions. Par rapport à moi, il me manque plus de jeunesse, un esprit plus tranquille, un cœur moins épuisé d’ennuis, une certaine vigueur de génie qui, même quand on l’a, n’est pas à l’épreuve des ennuis et des chagrins ; il me manque la santé, le temps ; il me manque accablé d’une maladie cruelle et incurable, l’espoir de voir la fin d’un long travail que la seule attente du succès peut donner le courage de suivre ; il me manque enfin l’expérience dans les affaires, qui seule éclaire plus, sur l’art de conduire les hommes, que toutes les méditations.
Si je me portais passablement, je me dirais : J’irai en Corse : six mois passés sur les lieux m’instruiront plus que cent volumes. Mais comment entreprendre un voyage aussi pénible, aussi long, dans l’état où je suis ? Le soutiendrais-je ? Me laisserait-on passer ! Mille obstacles m’arrêteraient en allant ; l’air de la mer achèverait de ma détruire avant le retour. Je vous avoue que je désire mourir parmi les miens. Vous pouvez être pressé. Un travail de cette importance ne peut être qu’une affaire de très longue haleine, même pour un homme qui se porterait bien. Avant de soumettre mon ouvrage à l’examen de la nation et de ses chefs, je veux commencer par en être content moi-même. Je ne veux rien donner par morceaux : l’ouvrage doit être un : l’on n’en saurait juger séparément. Ce n’est déjà pas peu de chose que de me mettre en état de commencer, pour achever, cela va loin.
Il se présente aussi des réflexions sur l’état précaire où se trouve encore votre île. Je sais que sous un chef tel qu’ils l’ont aujourd’hui, les Corses n’ont rien à craindre de Gênes ; je crois qu’ils n’ont à craindre non plus des troupes qu’on dit que la France y envoie ; et ce qui me confirme dans cette opinion, est de voir un aussi bon patriote que vous me paraissez l’être rester, malgré l’envoi de ces troupes, au service de la puissance qui les donne. Mais, monsieur, l’indépendance de votre pays n’est point assurée tant qu’aucune puissance ne la reconnaît ; et vous m’avouerez qu’il n’est pas encourageant pour un aussi grand travail de l’entreprendre sans savoir s’il peut avoir son usage, même en le supposant bon. 
Ce n’est point pour me refuser à vos invitations, monsieur, que je vous fais ces objections, mais pour les soumettre à votre examen et à celui de M. Paoli. Je vous crois trop gens de bien l’un et l’autre pour vouloir que mon affection pour votre patrie me fasse consumer le peu de temps qui me reste à des soins qui ne seraient bons à rien.
Examinez donc, messieurs ; jugez vous-mêmes, et soyez sûrs que l’entreprise dont vous m’avez trouvé digne ne manquera point par ma volonté.
Recevez, je vous prie, mes très humbles salutations
J.-J. Rousseau
P.S. En relisant votre lettre, je vois monsieur, qu’à la première lecture j’ai pris le change sur votre objet. J’ai cru que vous me demandiez un corps complet de législation, et je vois que vous me demandez seulement une institution politique ; ce qui me fait juger que vous avez déjà un corps de lois civiles autres que le droit écrit, sur lequel il s’agit de calquer une forme de gouvernement qui s’y rapporte. La tâche est moins grande, sans être petite, et il n’est pas sûr qu’il en résulte un tout aussi parfait : on n’en peut juger que sur le recueil complet de vos lois. »

Deux malentendus grèvent cependant la relation entre ces deux hommes : Rousseau n'a pas compris tout de suite les préférences aristocratiques de Buttafoco et ne les a évidemment pas honorées dans son projet à forte tendance démocratique. Aussi ce plan ne plut point au Corse. D'autre part, Buttafoco qui poursuivait des activités diplomatiques avec la France et était en liaison avec Choiseul, cacha à Rousseau les intentions françaises d'annexer l'île. 
« Quatre lettres à M. Buttafoco sur la législation de la Corse » paraîtront dans les éditions des Œuvres de Rousseau après sa mort. Fut publié également le chapitre Matteo Buttafoco vu par Mirabeau dans « Aventures en Corse ».

## La «Lettre de M. Buonaparte à M. Matteo Buttafoco»
Buttafoco fut considéré un temps comme un traître par les Corses car il composa avec les Français. Sa maison fut saccagée, brûlée, et sa vie mise à prix. En 1768, il dut se mettre à l'abri de l'armée française.
C'est alors qu'a lieu la publication discrète mais finalement remarquée d'une très violente et désormais célèbre lettre ouverte de Napoléon à Matteo Buttafoco datée du 23 janvier 1791, où ce dernier est considéré comme un traître et accusé « d'avidité de valet ».
Buttafoco, que Jean-Jacques Rousseau tenait pour un très galant homme, instruit et doué d’esprit, avait toujours été d’avis que l’île ne pouvait être une république, que ses ports seraient constamment aux mains des étrangers, que les Corses, entourés et resserrés de toutes parts, n’avaient dans l’intérieur qu’une liberté de nom, qu’il valait mieux, comme il disait à Paoli, « renoncer à l’idée flatteuse, mais inconsistante d’une malheureuse indépendance ». Aussi, s’était-il en 1768, battu contre ses compatriotes, et, d’ailleurs il servait depuis l’âge de neuf ans sous les drapeaux du roi. Ironiquement, ce sera pourtant lui, quelques années plus tard, qui représentera les Corses aux États généraux, après le 14 juillet 1789.